# Haliplus immaculicollis
Haliplus immaculicollis is een keversoort uit de familie watertreders (Haliplidae). De wetenschappelijke naam van de soort is voor het eerst geldig gepubliceerd in 1828 door Harris.